# Alliance russe
L’Alliance russe (en lituanien, „Rusų aljansas“) est un parti politique lituanien fondé en 2002 qui défend la minorité russe en Lituanie.
Son leader est Tamara Lochankina.